# Equació logarítmica de Schrödinger
En física teòrica, l'equació logarítmica de Schrödinger (de vegades abreujada com a LNSE o LogSE) és una de les modificacions no lineals de l'equació de Schrödinger. És una equació d'ona clàssica amb aplicacions a les extensions de la mecànica quàntica, òptica quàntica, física nuclear, fenòmens de transport i difusió, obert sistemes quàntics i teoria de la informació, gravetat quàntica efectiva i models de buit físic i teoria de la superfluidesa i Condensació de Bode-Einstein. La seva versió relativista (amb D'Alembertiana en comptes de Laplacià i derivada temporal de primer ordre) va ser proposada per primera vegada per Gerald Rosen. És un exemple de model integrable.
L'equació logarítmica de Schrödinger és l'equació diferencial parcial. En matemàtiques i física matemàtica s'utilitza sovint la seva forma adimensional:{\displaystyle i{\frac {\partial \psi }{\partial t}}+\nabla ^{2}\psi +\psi \ln |\psi |^{2}=0.}per a la funció de valor complex ψ = ψ(x, t) del vector de posició de les partícules x = (x, y, z) en el temps t, i{\displaystyle \nabla ^{2}\psi ={\frac {\partial ^{2}\psi }{\partial x^{2}}}+{\frac {\partial ^{2}\psi }{\partial y^{2}}}+{\frac {\partial ^{2}\psi }{\partial z^{2}}}}és el laplacià de ψ en coordenades cartesianes. El terme logarítmic {\displaystyle \psi \ln |\psi |^{2}} s'ha demostrat que és indispensable per determinar la velocitat de les escales sonores com l'arrel cúbica de la pressió de l'heli-4 a temperatures molt baixes. Aquest terme logarítmic també és necessari per als àtoms de sodi freds. Malgrat el terme logarítmic, s'ha demostrat en el cas dels potencials centrals, que fins i tot per a moments angulars diferent de zero, el LogSE conserva certes simetries similars a les que es troben en el seu homòleg lineal, el que el fa potencialment aplicable a sistemes atòmics i nuclears. La versió relativista d'aquesta equació es pot obtenir substituint l'operador de la derivada pel D'Alembertià, de manera similar a l'equació de Klein-Gordon. Les solucions semblants a Soliton conegudes com a Gaussons figuren de manera destacada com a solucions analítiques d'aquesta equació per a diversos casos.